# Eveniment multisport

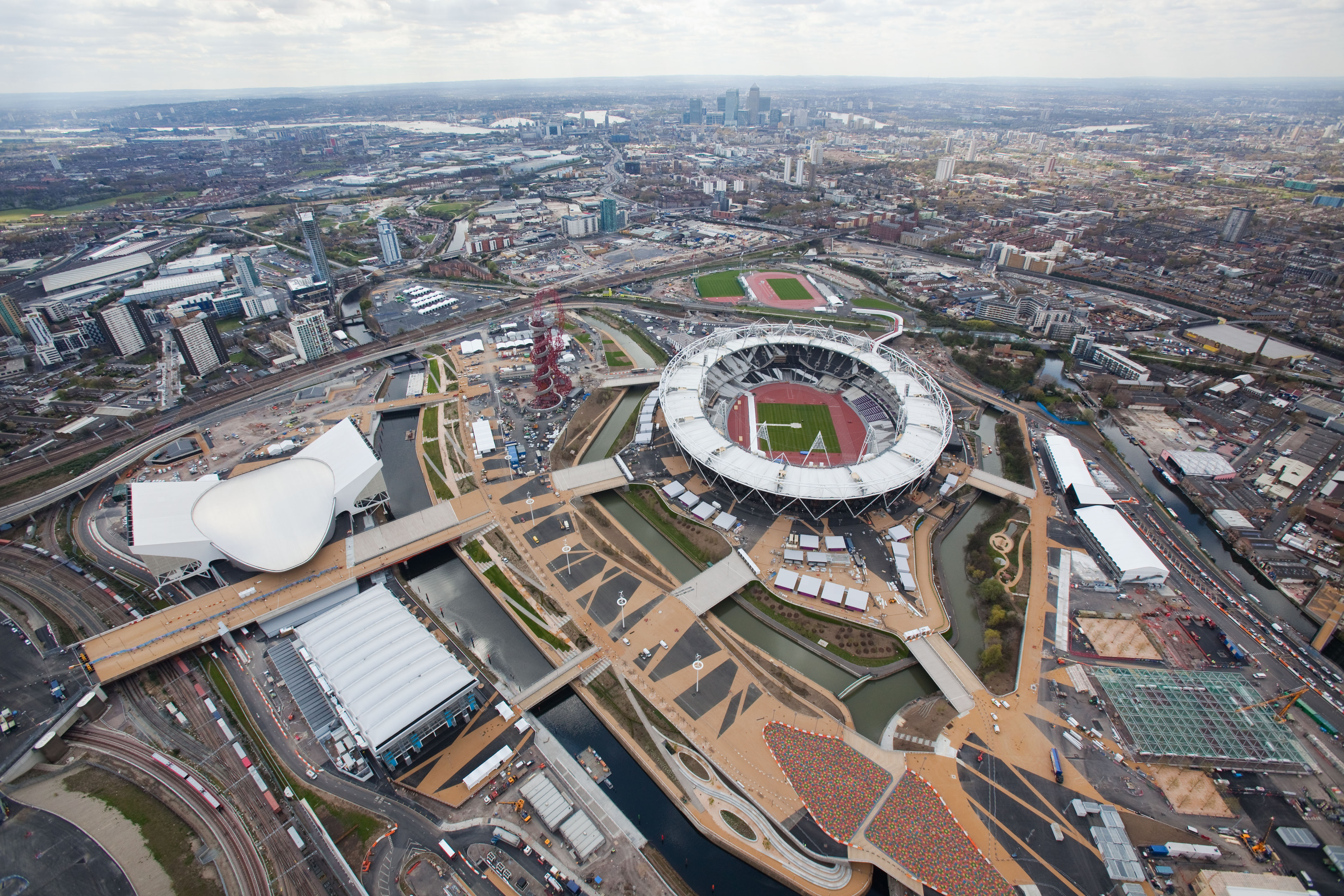
Parcul Olimpic Queen Elizabeth din Londra

Un eveniment multi-sport este un eveniment sportiv organizat, deseori desfășurat pe parcursul mai multor zile, cu competiții în multe sporturi diferite între echipe organizate de sportivi din (în mare parte) state naționale. Primul eveniment major, modern, multi-sport de importanță internațională au fost Jocurile Olimpice, organizate pentru prima dată în timpurile moderne în 1896 la Atena, Grecia și inspirate de Jocurile Olimpice antice, unul dintre numeroasele astfel de evenimente organizate în Antichitate. Majoritatea evenimentelor moderne multi-sport au aceeași structură de bază. Jocurile au loc pe parcursul mai multor zile în și în jurul unui „oraș gazdă”, care se schimbă pentru fiecare competiție. Țările trimit echipe naționale la fiecare competiție, formate din sportivi individuali și echipe care concurează într-o mare varietate de sporturi. Sportivii sau echipele primesc medalii de aur, argint sau bronz pentru primul, al doilea și respectiv al treilea. Fiecare joc are loc în general, la fiecare patru ani, deși unele sunt competiții anuale

## Istoric
Jocurile Olimpice antice, desfășurate pentru prima dată în 776 î.Hr., au fost precursoarele Jocurilor Olimpice Moderne, deși prima ediție a prezentat doar o cursă pe jos, iar numărul de competiții sportive sa extins la edițiile ulterioare.
Au fost câteva alte „jocuri” ținute în Europa în epoca clasică :
- Jocurile Panhelene:
- Jocurile Pythian (fondate în 527 î.Hr.) au avut loc la Delphi la fiecare patru ani;
- Jocurile Nemee(fondate în 516 î.Hr.) au avut loc în Argolid la fiecare doi ani;
- Jocurile Istmice (fondate în 523 î.Hr.) desfășurate pe Istmul din Corint la fiecare doi ani;
- Jocurile romane – Ieșind din rădăcini etrusce, mai degrabă decât pur grecești. Jocurile romane au subliniat cursele pe jos și aruncările. În schimb, sporturile grecești de curse cu care și lupte, precum și sportul etrusc al luptei cu gladiatori, au ocupat centrul atenției.

## Public
De la înființarea Jocurilor Olimpice, majoritatea evenimentelor multi-sport în serie au fost organizate pentru anumite audiențe și țări sau comunități participante. Aceste afilieri includ:
- Regionale, cum ar fi Jocurile Asiatice și Jocurile Panamericane;
- Sub-regionale, cum ar fi Jocurile din Asia de Sud, Jocurile din Asia de Sud-Est și Jocurile din America de Sud;
- Politice, cum ar fi Spartakiada și Jocurile noilor forțe emergente (GANEFO);
- Rădăcini istorice sau istorice, cum ar fi Jocurile Commonwealthului (pentru membrii Commonwealth-ului Națiunilor ) și Jeux de la Francophonie (pentru membrii La Francophonie);
- Ocupațional, cum ar fi Jocurile Mondiale Militare, Jocurile Mondiale de Poliție și Pompieri și Universiada
- Dizabilități fizice, cum ar fi Jocurile Paralimpice și Olimpice Persoanelor Surde;
- Dizabilități intelectuale, cum ar fi Special Olimpics.
- Vârsta, cum ar fi Jocurile Mondiale de Maeștri, Jocurile pentru Tineret Commonwealth și Jocurile Olimpice de seniori
- Gen și orientare sexuală, cum ar fi Jocurile Islamice pentru Femei și Jocurile Gay

## Evenimente istorice
Jocurile Olimpice

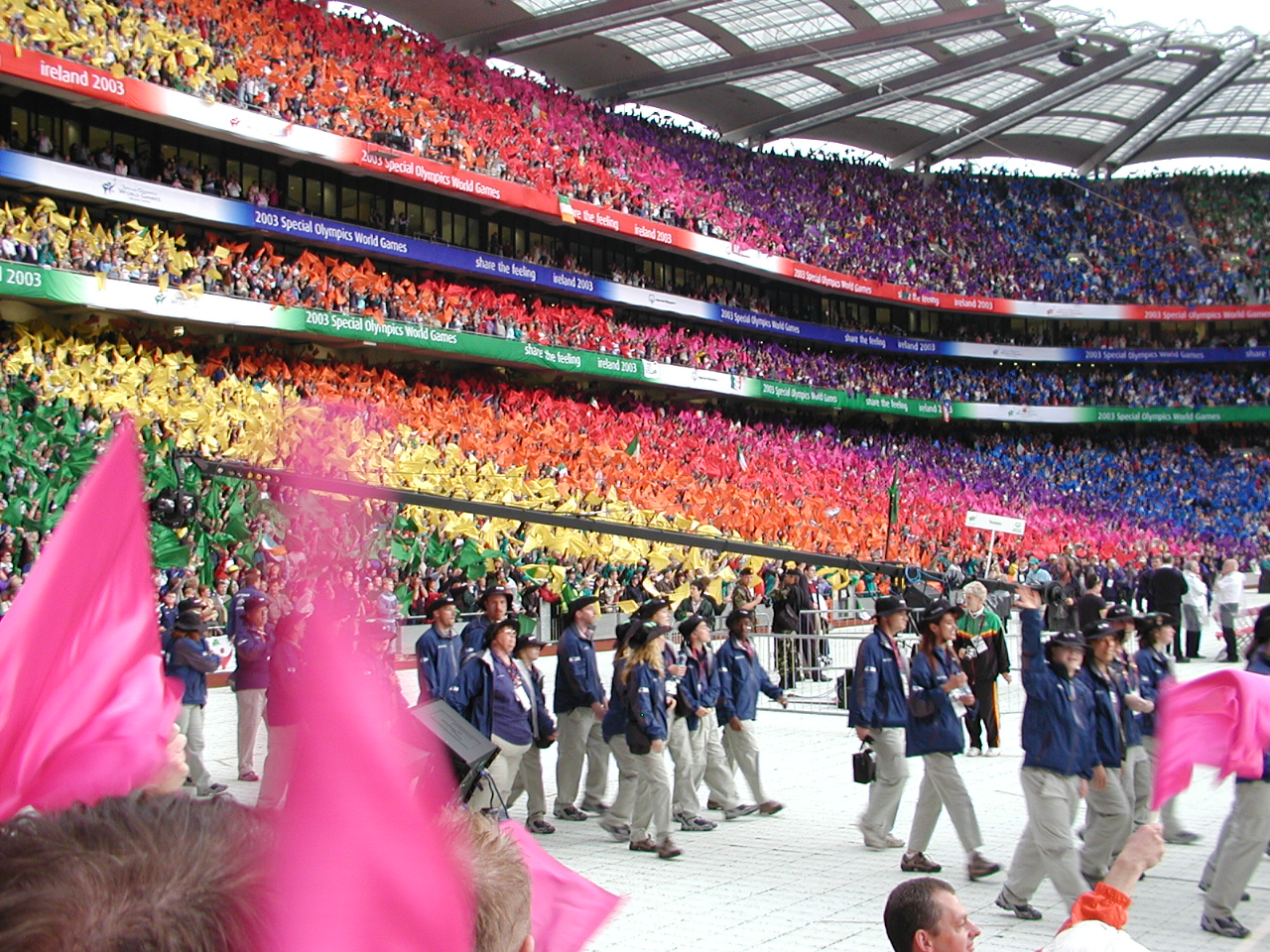
Mulțimea de participanți la ceremonia de deschidere a Jocurilor Mondiale Special Olimpics din Croke Park, Dublin, Irlanda, 2003

Primul eveniment multisport modern organizat au fost Jocurile Olimpice, organizate de Comitetul Olimpic Internațional(CIO) (est. 1894) pentru prima dată în 1896 la Atena, Grecia. După unele sărbători(1900, 1904), Jocurile Olimpice au devenit foarte populare în zilele noastre. Numărul sporturilor, inițial au fost doar câteva, acestea sunt în continuare în creștere.
Jocurile Paralimpice
Jocurile Paralimpice sunt cel mai mare eveniment multisport care implică sportivi cu dizabilități fizice și sunt organizate de Comitetul Internațional Paralimpic(IPC). Aranjat pentru prima dată în 1960 la Roma, Italia. Numărul sporturilor, inițial au fost doar câteva, acestea sunt în continuare în creștere.
Olimpiade speciale
Articolul principal: Jocurile Mondiale Special Olympics

## Lista competițiilor internaționale multi-sport

### Evenimente la nivel mondial
Evenimente multisport pentru sporturi non-olimpice
- Jocurile Mondiale, organizate pentru prima dată în 1981, pun în scenă multe sporturi (deși nu toate) care nu sunt sporturi olimpice.
- Olimpiada Sporturilor Mintale, organizată pentru prima dată în 1997 pentru sporturile minții[1].

World Mind Sports Games , desfășurate pentru prima dată în 2008 pentru jocuri de îndemânare (de exemplu, șah, go, etc.)
- X Games și Winter X Games , care evidențiază sporturile de acțiune extremă.
- Jocurile Mondiale Aeriene FAI, desfășurate pentru prima dată în 1997, care este principalul eveniment internațional multidisciplinar de sporturi aeriene.

După ocupație
- Jocurile Mondiale Universitare(Universiada), a avut loc pentru prima dată în 1959, pentru studenții universităților din întreaga lume;
- Jocurile Mondiale Militare, organizate pentru prima dată în 1995, pentru sportivi militari din peste 100 de țări;
- Jocurile Mondiale ale Polițiștilor și Pompierilor, au început în 1985, pentru agenții de aplicare a legii și pompierii din întreaga lume, fiind al treilea doar după Jocurile Mondiale de Master și Jocurile Olimpice de vară ca număr de participanți;.
- Jocurile Mondiale ale Pompierilor este o competiție în care pompierii concurează pentru abilitățile necesare pentru a salva vieți;
- Concursuri profesionale ale serviciilor pentru situații de urgență este un sport de stingere a incendiilor de lupta contra incendiilor al pompierilor.

## Evenimente regionale
- Jocurile Europene, organizate pentru prima dată în 2015, pentru națiunile din Europa.
- Festivalul Olimpic al Tineretului European(EYOF), pentru tinerii sportivi din Europa, a început în 1991 (vara) și 1993 (iarna).

## Dizabilitate
Alte jocuri sunt destinate sportivilor cu dizabilități sunt Jocurile Olimpice surde, organizate pentru prima dată la Paris în 1924, au fost primele jocuri pentru sportivii surzi. Jocurile Stoke Mandeville în scaun cu rotile, inițiate în 1948 în Anglia, au fost primele jocuri pentru sportivii în scaun cu rotile. În 1960, au avut loc primele Jocuri Paralimpice, legate de Jocurile Olimpice sunt.Jocurile Mondiale Special Olympics, pentru sportivii cu dizabilități intelectuale, au avut loc pentru prima dată în 1968.